# M1934/39 (шолом)

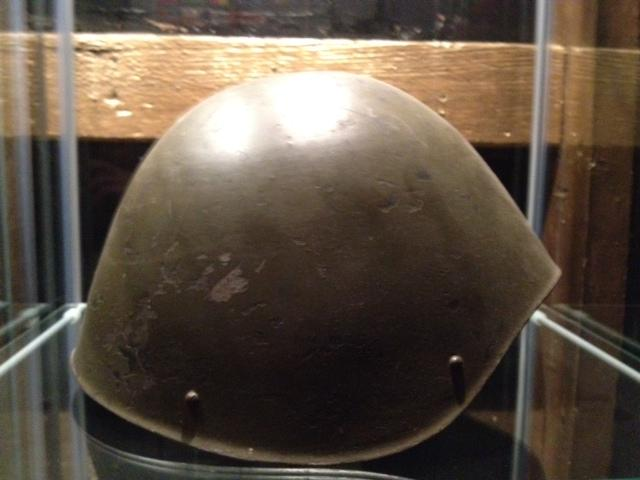
Шолом M1934/39

M1934/39 — грецький військовий шолом часів Другої Світової війни.

## Історія створення
У середині 30-х років Італія вирішила змінити старенькі шоломи Адріана на більш сучасні. Був розроблений шолом M1934/39, який однак не витримав військові випробування. Тому італійці дуже швидко продали їх до Греції. Однак через початок війни переозброїти всю армію не вдалось.
Після окупації країни більшість шоломів була захоплена та використовувалась окупаційними військами. Після 1945 шоломи використовувались у поліції до 1960-х років.